# Outcast – Die letzten Tempelritter
Outcast – Die letzten Tempelritter ist ein Mittelalter-Actionfilm des Regisseurs Nick Powell aus dem Jahr 2014 mit Nicolas Cage und Hayden Christensen in den Hauptrollen. In Deutschland erschien der Film im Verleih von Universum Film direkt auf DVD. Er ist nicht zu verwechseln mit dem Mystery-Abenteuerfilm Der letzte Tempelritter (2011), in dem Nicolas Cage ebenfalls die Rolle eines ehemaligen Kreuzritters spielt.

## Handlung
Im China zur Zeit der Dynastien wählt ein sterbender König seinen kleinen Sohn, Prinz Zhao, als seinen Nachfolger und schickt ihn in die Obhut seiner älteren Schwester, Prinzessin Lian. Weil er als Erbe übergangen wurde, ermordet ihr älterer Bruder, Prinz Shing, den König kurz danach in einem Wutanfall. Shing übernimmt das Kommando über die Schwarze Garde des Kaisers und befiehlt den Tod seiner Geschwister, um sich das Siegel und somit die Legitimität des Throns zu verschaffen. 
Zhao und Lian werden nach kurzer Zeit verhaftet, aber von Jacob gerettet, einem kriegsmüden und desillusionierten Kreuzfahrer, der nur ungern in den Konflikt verwickelt werden möchte. Obwohl ihn die Erinnerung an den Tod von Frauen und Kindern in einer seiner letzten Schlachten quälen, begleitet er sie, die Generäle zu finden und die Unterstützung des Militärs zu gewinnen. Sie kommen durch ein von der Schwarzen Garde zerstörtes Dorf und retten ein Mädchen, Xiaolei.
Sie versuchen, in der Wüstenstadt Jingshao Zuflucht zu finden, werden aber von ihren Gastgebern verraten. In der Hoffnung, das Kopfgeld zu bekommen, haben sie die Schwarze Garde herbeigerufen. Jacob und Lian sind gezwungen, sich den Weg freizukämpfen. Sie ziehen sich in die Berge zurück und werden von Gallain gerettet. Gallain ist ein ehemaliger Kamerad Jacobs, ebenfalls vom Krieg desillusioniert und in China als der Banditenführer Der weiße Geist bekannt. Im Versteck werden Jacobs Wunden geheilt und die beiden söhnen sich mit den Taten aus, die sie während der Kreuzzüge begangen haben. 
Gallain und seine Banditen werden von Shing und seiner Schwarzen Garde verfolgt, die das Versteck angreifen. In der folgenden Schlacht töten Gallain und seine Banditen eine große Anzahl der Garde, aber Gallain wird letztendlich getötet. Jacob kämpft gegen Shing, wird aber schwer verwundet. Als Lian eingreift, wird sie von Shing niedergestochen. Im Zorn überwältigt Jacob Shing und tötet ihn.
Captain Peng, der Zeuge von Shings Verrat geworden ist, verspricht Zhao die Treue der Schwarzen Garde. Jacob und Lian überleben ihre Verletzungen und zusammen mit Zhao und Xiaolei werden sie von der Schwarzen Garde in die Stadt begleitet, wo Zhao zum neuen Kaiser ernannt wird. Jacob lässt sein Schwert auf einem Grab neben Gallains Grab zurück und verschwindet.

## Produktion
Nachdem Nick Powell hauptsächlich Erfahrung als Stunt-Coordinator hatte (Last Samurai, Die Bourne Identität), ist Outcast sein erstes Projekt, bei dem er alleinige Regie führte. Gedreht wurde Outcast ausschließlich in China.

## Kritiken
„Chinesische Mittelalter-Action mit zwei grimassierenden Hollywood-Schauspielern. Der Film erreicht weder epische Züge noch erwecken die Figuren irgendeine Anteilnahme.“

„Historienaction mit Hayden Christensen und Nicolas Cage.
Die zäh erzählte Banaldialogschlacht von Stuntkoordinator Nick Powell zielt (auch) auf Chinas Kinomarkt, hat außer einem hohen Bodycount aber nichts zu bieten. Fazit: Wahnsinn: So ermüdend kann Action sein.“